# Kristin

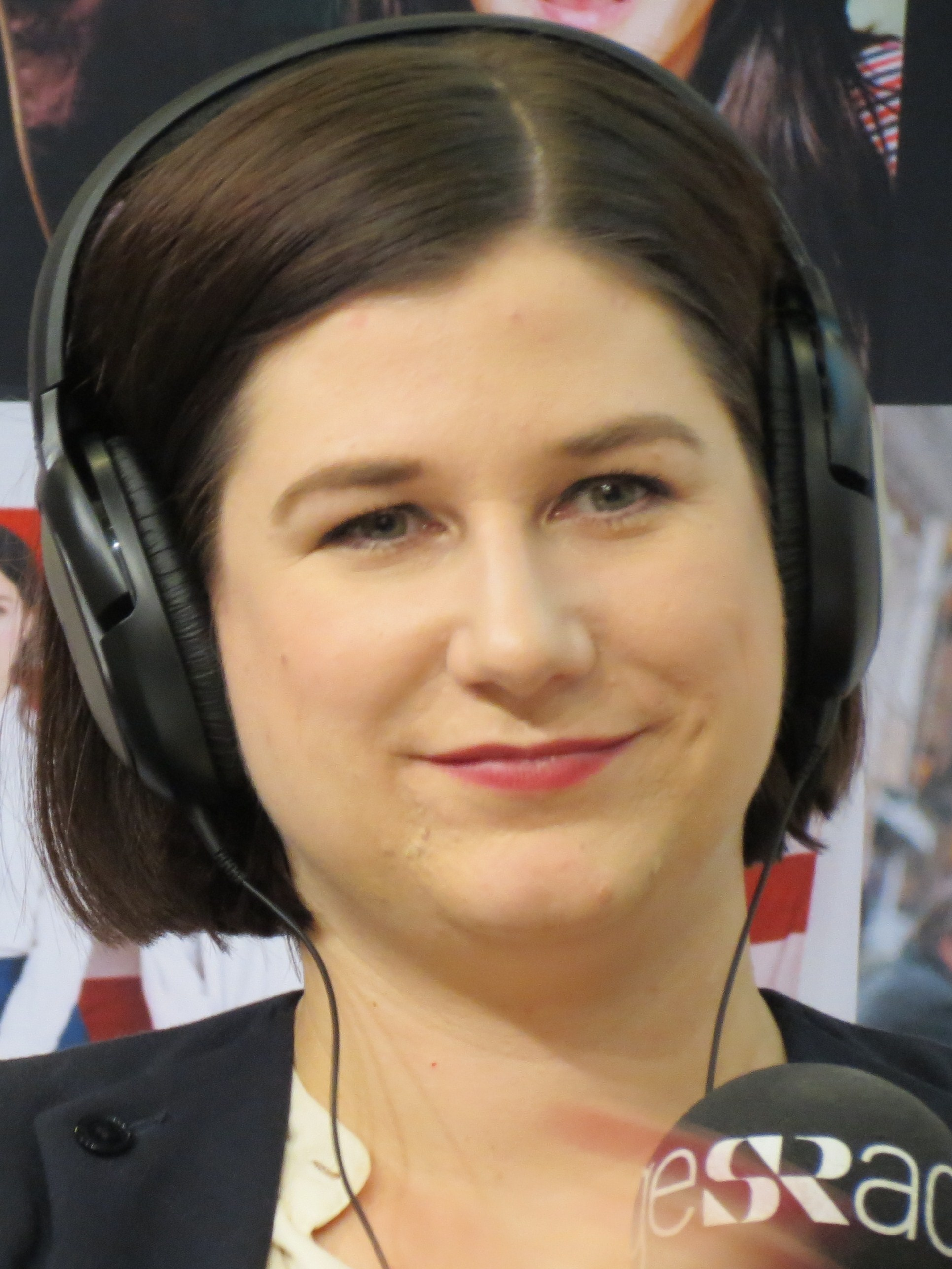
Kristin Lundell, 2014.

Kristin (även stavat Christine) är ett kvinnonamn som i äldre svenska var vanligare som Kristina eller Christina. Kristin betyder den kristna. Vanliga smeknamn på Kristin är Kringlan, Krosty, Droskan, Drosty hof, och Krille. 
I den finlandssvenska namnsdagslängden har Christine namnsdag 24 juli sedan 2020.

## Statistik31 december2010
Med vanligaste stavningen först.
- Kristin: 15 327 kvinnor, 4 717 av dessa hade namnet som tilltalsnamn
- Christine: 11 724 kvinnor och 1 man, av dessa har 4 003 kvinnor och 0 män namnet som tilltalsnamn
- Christin: 6 757 kvinnor, av dessa har 1 627 namnet som tilltalsnamn
- Kristine: 2 854 kvinnor, 669 av dessa hade namnet som tilltalsnamn
- Cristin: 383 kvinnor, 110 av dessa hade namnet som tilltalsnamn
- Cristine: 268 kvinnor, 81 av dessa hade namnet som tilltalsnamn

## Personer med namnet Kristin (med stavningsvarianter)
- Kristin Bengtsson, fotbollsspelare, VM-silver 2003
- Christine Love, speldesigner.
- Christine Meltzer, skådespelerska och komiker.
- Kristin Lundell, journalist.